# Пустинська вулиця
Пу́стинська ву́лиця — вулиця в Голосіївському районі міста Києва, місцевість Голосіїв. Пролягає від вулиці Горіхуватський шлях до Свято-Покровського монастиря Голосіївська пустинь.

## Історія
Вулиця виникла в XVII столітті на під'їзній дорозі до монастиря Голосіївська пустинь та набула остаточного завершення у XX столітті як шлях у напрямку до дослідних станцій Національного університету біоресурсів і природокористування України (до 2008 року — Національний аграрний університет).
1971 року отримала назву вулиця Полковника Затєвахіна, на честь полковника Івана Затевахіна, командира бригади повітряно-десантного корпусу, що під час німецько-радянської війни брала участь у обороні Києва 1941 року в районі Голосіївського лісу.
Сучасна назва, що походить від назви монастиря Голосіївська пустинь, — з лютого 2023 року.

## Установи та заклади
- Свято-Покровський монастир Голосіївська пустинь (буд. № 14)

## Зображення

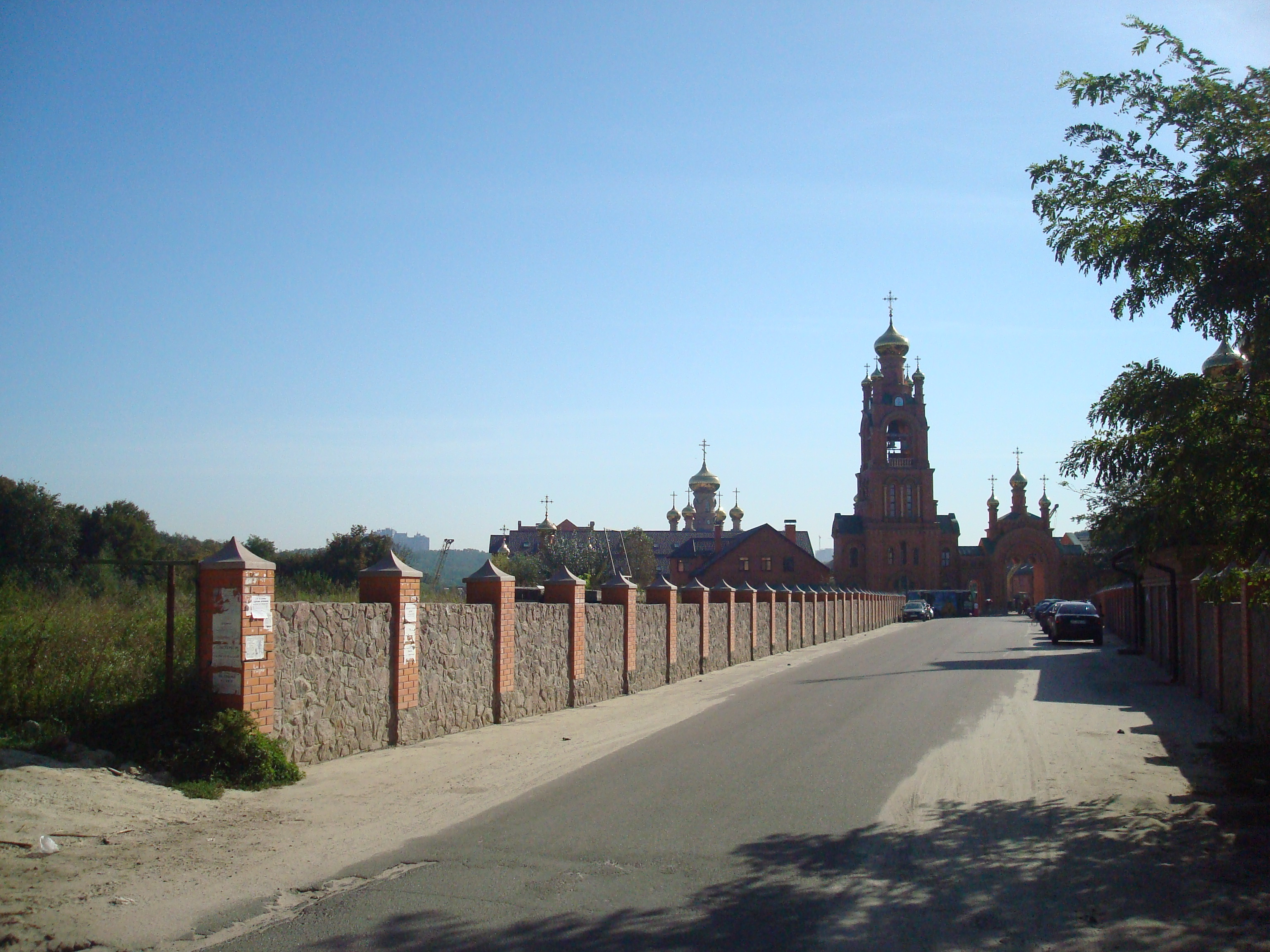
Щодня паломники прямують у монастир
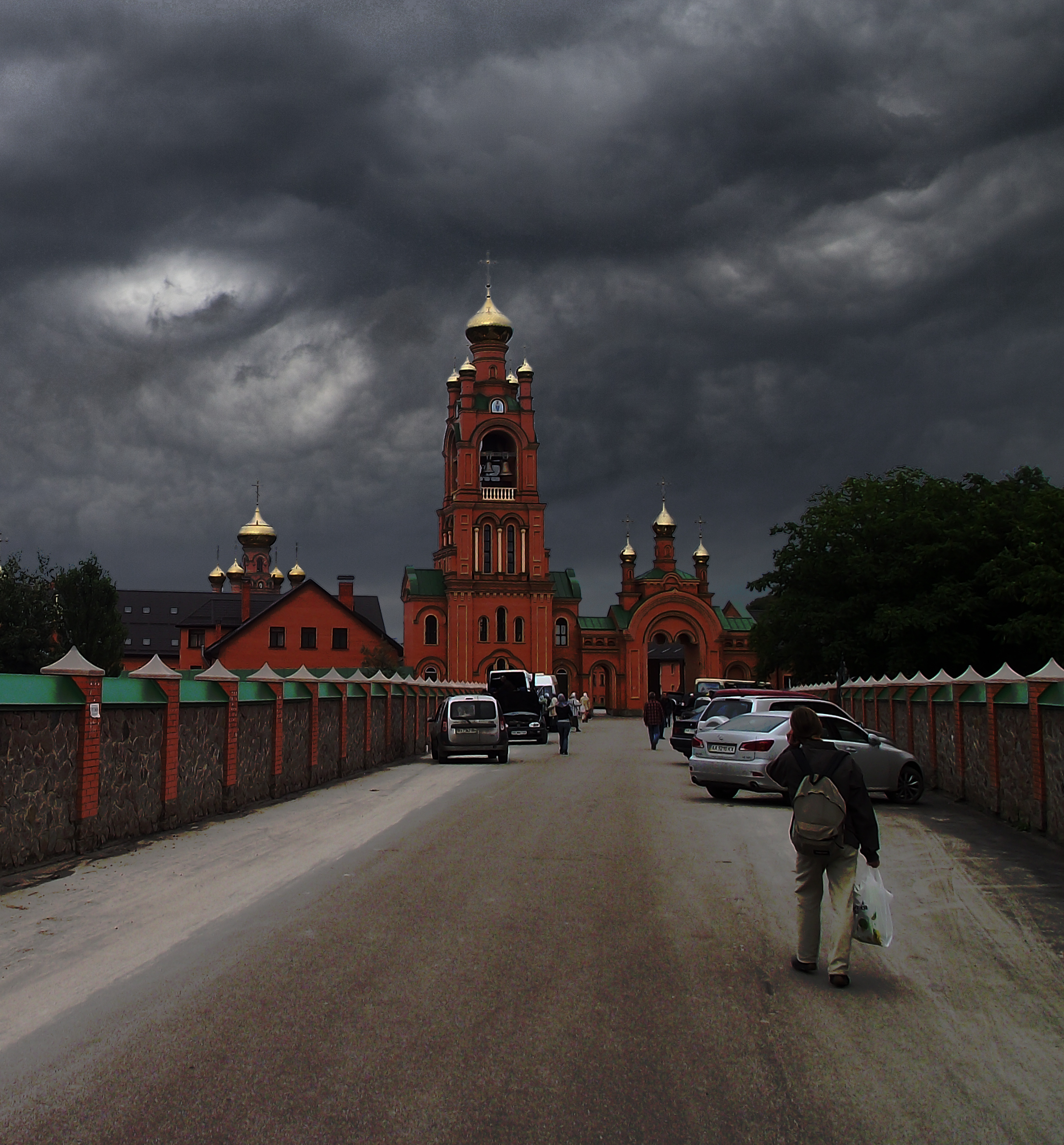
Під час снігової заметілі
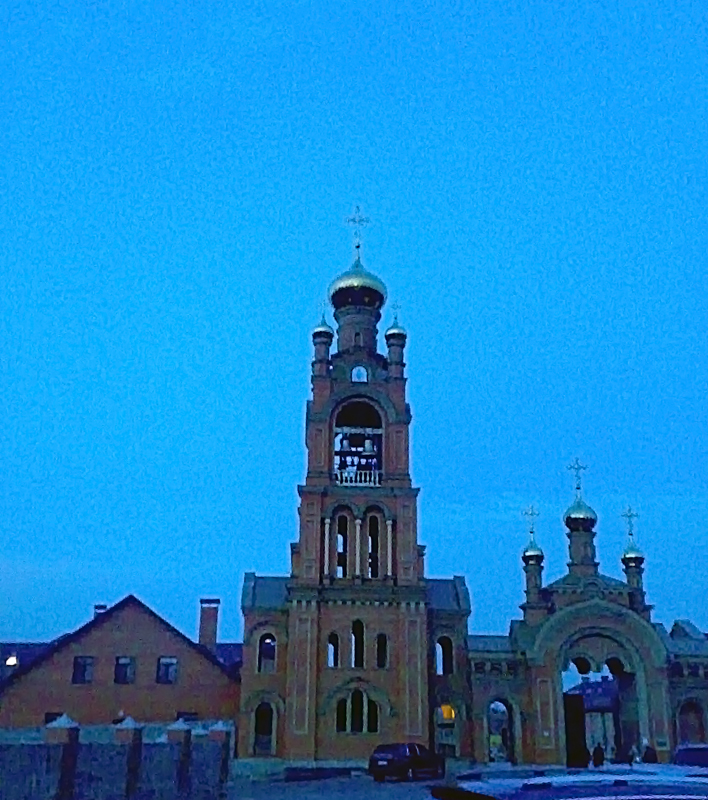
На світанку
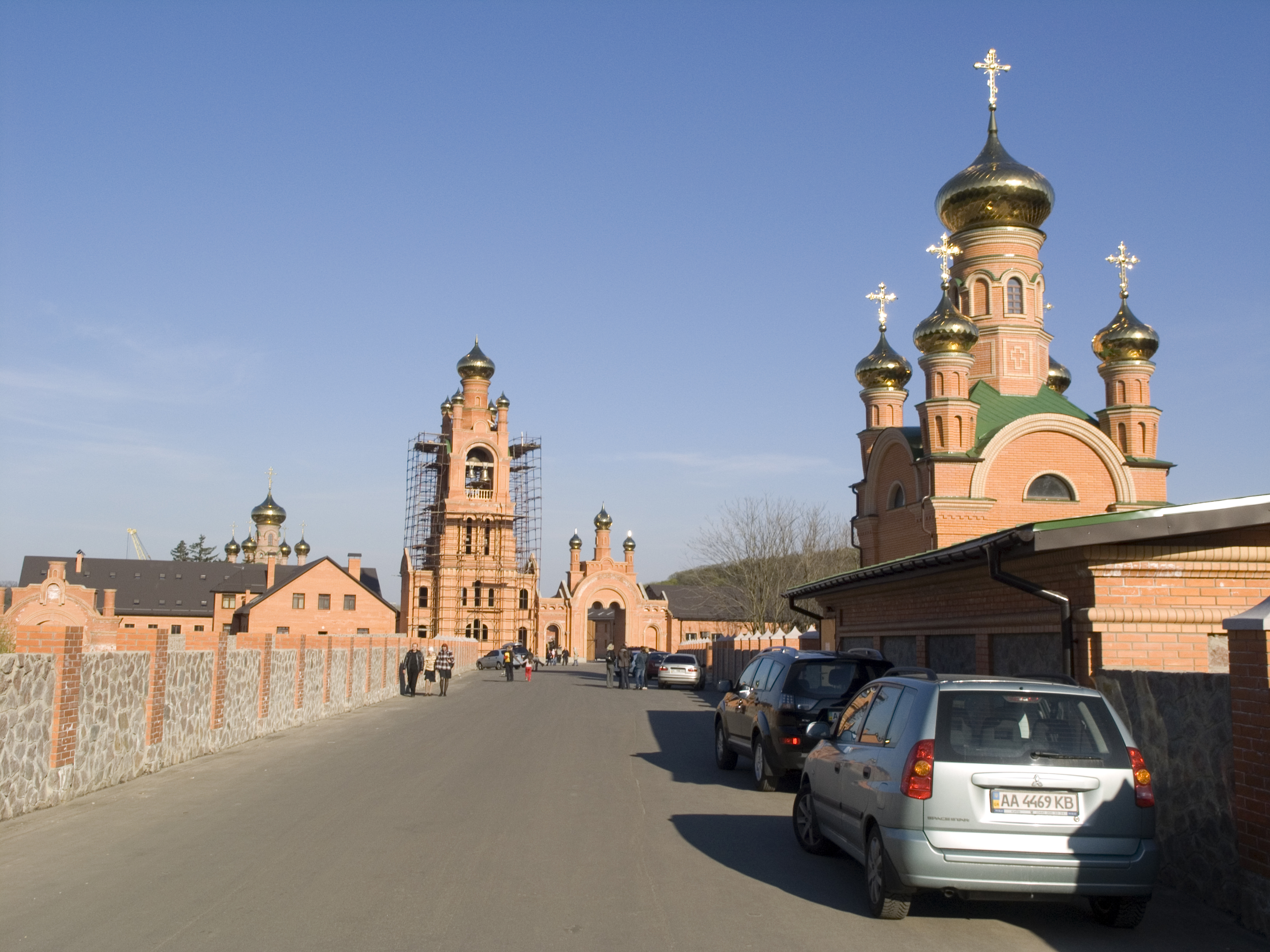
Авто-паломники на вулиці
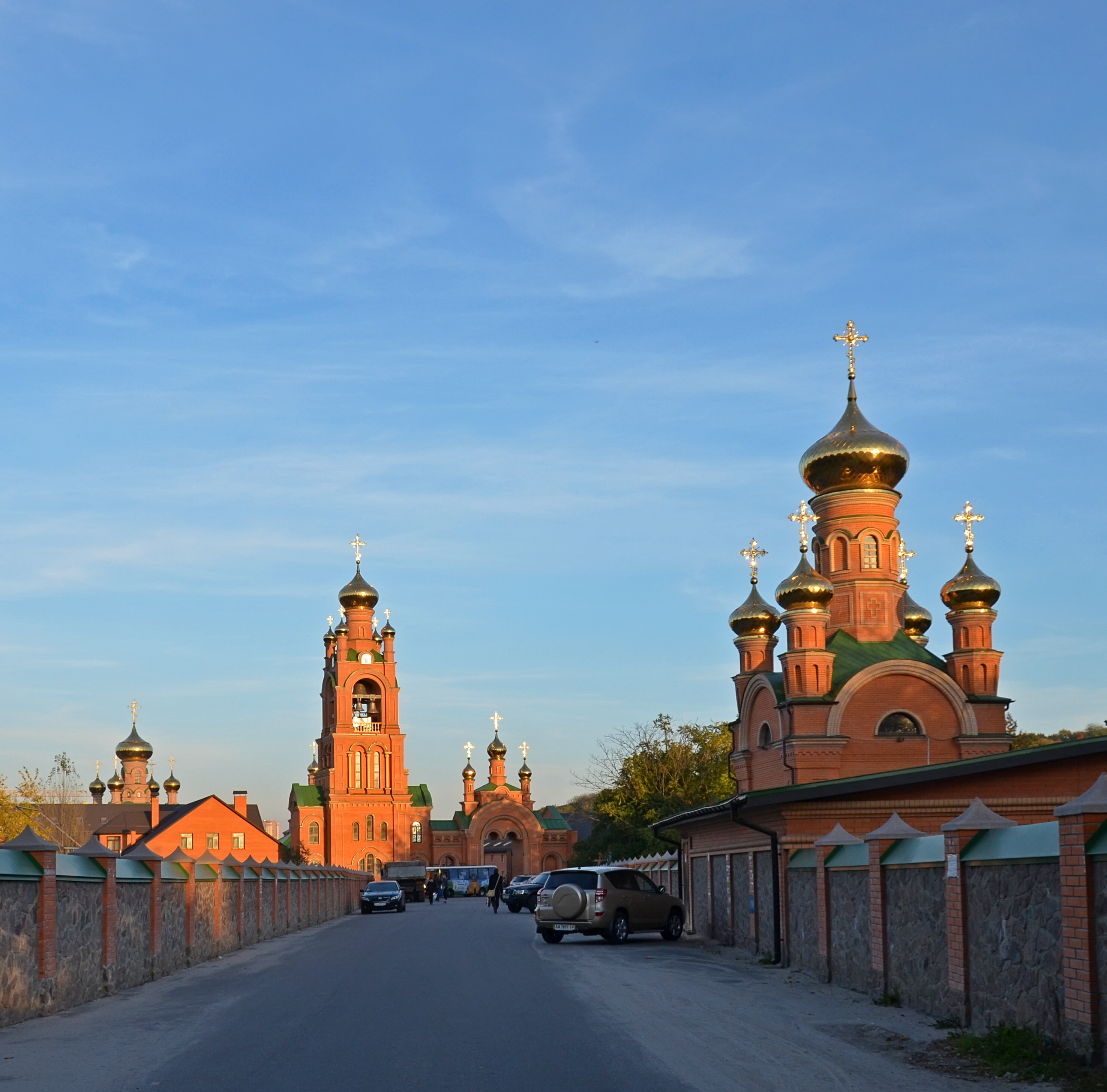
Споруди монастиря на вулиці